# George Clayton Johnson
George Clayton Johnson, född 10 juli 1929 i Cheyenne i Wyoming, död 25 december 2015 i Los Angeles i Kalifornien, var en amerikansk manusförfattare.

## Filmografi
- Ocean's Eleven (1960) (story)
- Turist Ömer Uzay Yolunda (1973) (medverkande)
- Flykten från framtiden (1976) (medverkande)
- Twilight Zone: The Movie (1983) (medverkande)
- Ocean's Eleven (2001) (med samma story som den från 1960)
- Ocean's Twelve (2004) (roller)
- Ocean's Thirteen (2007) (roller)

## TV-serier
- Alfred Hitchcock presenterar (1955) (skrev en episod)
- The Twilight Zone (1959) (medverkande)
- The Law and Mr. Jones (1960) TV Series (skrev avsnittet "The Boy Who Said No")
- Honey West (1965) (medverkande)
- Star Trek (1966) (skrev episoden "The Man Trap")
- The Twilight Zone (1985) (skrev avsnittet "A Game of Pool")
- Kung Fu (1972) (medverkande)